# Hassan El-Far
Hassan Ahmed El Far (arabe : حسن أحمد الفار) (né le 21 mai 1912 au Caire en Égypte et mort le 30 novembre 1972) est un joueur de football international égyptien, qui évoluait au poste de milieu de terrain.
Il évolue au poste de milieu de terrain au Zamalek SC durant les années 1930. International égyptien, il dispute la Coupe du monde 1934 et les Jeux olympiques de 1936.

## Biographie
Hassan El-Far participe à la Coupe du monde 1934 en Italie où ils jouent un match contre la Hongrie en huitième de finale, et où ils s'inclinent quatre buts à deux.
Il dispute également aux Jeux olympiques de 1936 à Berlin, où s'inclinent trois buts à un lors du premier tour, contre l'Autriche.